# Castello di Pietra de' Giorgi
Il Castello di Pietra de' Giorgi è una fortificazione situata nel comune italiano di Pietra de' Giorgi, in provincia di Pavia. L'edificio si trova a 311 m s.l.m. nell'Oltrepò Pavese, su un rilievo che domina il borgo nella valle Scuropasso.

## Storia
La costruzione del castello risale al 1012, fu di proprietà dei nobili Sannazzaro De Sancto Nazario. Nel 1277 i ghibellini pavesi assediarono il castello dove si era asserragliato il guelfo Guglielmo Sannazzaro ma non venne espugnato, coloro che avevano sferrato l’attacco furono costretti a ritirarsi a riprova dell'efficacia della posizione strategica e delle sue robuste fortificazioni. Nel gennaio del 1290 il castello subì un altro assedio ad opera del marchese del Monferrato con il medesimo risultato.
Nel 1402 venne distrutto ad opera dei ghibellini Beccaria nemici storici dei Sannazzaro, che vennero dichiarati ribelli da Filippo Maria Visconti, per questo motivo il 15 aprile 1406 la rocca venne donata a Galvagno e Antonio Beccarla. Nel 1447, dopo la sua morte, Filippo Maria Visconti e i Sannazzaro cercano di strappare il castello a Nicolò Beccaria. Durante la proprietà dei Beccaria il castello venne restaurato e il paese prese il nome di Pietra Beccaria, è ancora visibile una torre con merli ghibellini binati segno dell’unione tra le famiglie Beccaria e Giorgi.  Franceschina Beccarla ultima discendente del ramo di messer Fiorello I si sposò con Antonio Giorgi e portò in dote i beni di Pietra, poi passati al nipote Pio Beccaria. I conti Giorgi di Vistarino che da anni reclamavano la proprietà del castello, per questioni di parentela, tornarono a pretendere la loro parte di eredità fino a che la controversia venne risolta lasciando la rocca a don Pio Beccaria Giorgi e il palazzo (attuale municipio) ai fratelli Antonio e Gerolamo Giorgi di Vistarino. Il palazzo venne venduto dal conte Augusto Giorgi di Vistarono a Giuseppina Meardi il 3 dicembre 1864 che, a sua volta, lo cedette al comune il 31 agosto 1877.

## Struttura
Il castello di Pietra è composto di due parti: la rocca di proprietà privata e un palazzo acquistato dal comune di Pietra de’ Giorgi nel 1877 e oggi sede del Municipio. Il palazzo ha pianta quadrangolare irregolare, piuttosto articolata e dotata di cortile interno. Costruito in pietra locale e laterizio, sono tuttora visibili fregi di mattoni disposti a dente di sega, visibili i resti di un portale a tutto sesto. La parte privata possiede ancora un'alta torre a base quadrangolare coronata da merli ghibellini binati simbolo dell’unione tra le famiglie Beccaria e Giorgi.